# Sandy Denny
Sandy Denny (Wimbledon, 6 de enero de 1947 - ibídem, 21 de abril de 1978) fue una cantante y compositora inglesa. 
Cantó en el primer disco de Strawbs y después ingresó en la banda de folk-rock Fairport Convention. Tuvo una notable participación con la banda Led Zeppelin en la canción «The Battle of Evermore», del álbum Led Zeppelin IV.

## Infancia
Denny nació el 6 de enero de 1947 en el Hospital Nelson, Kingston Road, Merton Park, Londres. Estudió piano clásico de niña.
Su abuela escocesa era cantante de canciones tradicionales. A una edad temprana Denny mostró interés en el canto, aunque sus padres estrictos eran reacios a creer que era una vida apropiada para ella. Sandy Denny asistió a la Coombe Girls 'School en New Malden. Después de salir de la escuela, comenzó a trabajar como enfermera en el Royal Brompton Hospital.
Su carrera de enfermera resultó de corta duración. Después participó en un curso en el Kingston College of Art, en septiembre de 1965, incorporándose al club folclórico del campus. Sus contemporáneos en la universidad incluyeron al guitarrista y futuro miembro de Pentangle, John Renbourn. 

## Comienzos de su Carrera
Después de su primera aparición pública en la Barge en Kingston upon Thames, Denny comenzó a trabajar en el circuito de clubs folk por las noches con un repertorio influenciado por los Estados Unidos, incluyendo canciones de Tom Paxton, junto con canciones populares tradicionales. Denny hizo la primera de muchas apariciones para la BBC en la Cecil Sharp House el 2 de diciembre de 1966 en el programa Folk Song Cellar donde interpretó dos canciones tradicionales: "Fhir a Bhata" y "Green Grow the Laurels".
Sus grabaciones profesionales más tempranas fueron hechas algunos meses más tarde, a mediados de 1967, para la etiqueta de Saga, ofreciendo canciones y las versiones tradicionales de contemporáneos populares incluyendo a su novio de este período, el cantautor americano Jackson C. Frank. En esta época fueron lanzados los álbumes Alex Campbell and friends y Sandy y Johnny, con Johnny Silvo. Estas canciones fueron recolectadas en el álbum de 1970, Sandy Denny donde las pistas de Sandy y Johnny habían sido regrabadas con voz más afinada y tocando la guitarra. Las grabaciones completas de estudio de Saga fueron publicadas en la compilación de 2005 Where The Time Goes - Sandy '67.
En esa época había abandonado sus estudios de arte en la universidad y se dedicaba a tiempo completo a la música. Mientras tocaba en el club folk Troubadour, un miembro de los Strawbs la escuchó, y en 1967 fue invitada a unirse a la banda. Grabó un álbum con ellos en Dinamarca que fue lanzado tardíamente en 1973 acreditado como Sandy Denny and The Strawbs: All Our Own Work. El álbum incluye una temprana versión en solitario de su composición más conocida (y ampliamente grabada), "Quién sabe dónde va el tiempo". Una demo de esa canción llegó a las manos de la cantante americana Judy Collins, que eligió versionarla como la pista de título de un álbum propio, lanzado en noviembre de 1968, así dando la exposición internacional a Denny como compositora antes de que ella fuera conocida como cantante.

## Desde Fairport Convention hasta Fotheringay
Después de hacer los discos de Saga con Alex Campbell y Johnny Silvo, Denny buscó una banda que le permitiera desarrollarse como vocalista, llegar a un público más amplio, y tener la oportunidad de mostrar sus composiciones. Ella dijo al respecto: "Quería hacer algo más con mi voz". Después de trabajar brevemente con los Strawbs, Denny no se mostró convencida de que pudieran proporcionarle esa oportunidad, y así terminó su relación con la banda.
Fairport Convention realizó audiciones en mayo de 1968 para una cantante de reemplazo después de la salida de Judy Dyble después de su álbum de debut, y Denny se convirtió en la elección obvia. Según el miembro del grupo Simon Nicol, su personalidad y su musicalidad la hicieron destacar de los otros audicionistas "como un vaso limpio en un fregadero lleno de platos sucios".
En What We Did on Our Holidays, el primero de los tres álbumes que hizo con la banda a finales de los años sesenta, Denny se acredita alentando a Fairport Convention a explorar el repertorio folclórico tradicional británico, y es considerada como una figura clave en el desarrollo del folk rock británico. Ella trajo consigo el repertorio tradicional que había refinado en los clubes, incluyendo "A Sailor's Life" que aparece en su segundo álbum juntos Unhalfbricking. Satisfechos con la interpretación de Denny de esta canción con sus propias improvisaciones eléctricas, sus compañeros de banda descubrieron lo que resultó ser la inspiración para un álbum entero, el influyente Liege & Lief (1969). 
Denny dejó Fairport Convention en diciembre de 1969 para desarrollar su propia carrera más completamente. Con este fin, formó su propia banda, Fotheringay, que incluía a su futuro marido, el australiano Trevor Lucas, anteriormente del grupo Eclection. Crearon un álbum homónimo, que incluía una versión de ocho minutos del tradicional "Banks of the Nile", y varios temas originales de Denny, entre ellos "El Mar" y "Nothing More". Este último marcó su primera composición en el piano, que iba a ser su instrumento principal a partir de entonces. Fotheringay comenzó a grabar un segundo álbum a finales de 1970, pero quedó inacabado después de que Denny anunció que dejaba el grupo y el productor Joe Boyd para trabajar con Warner Brothers en California. Denny más tarde culparía a la hostilidad de Boyd hacia el grupo por su desaparición.

## Carrera en solitario y últimos años
Tras dejar a Fotheringay se dedicó a grabar su primer álbum en solitario The North Star Grassman and The Ravens. Lanzado en 1971, se distingue por sus letras elusivas y armonías no convencionales. Los momentos más destacados incluyeron "Late November", inspirado en un sueño y la muerte del miembro de Fairport, Martin Lamble, y "Next Time Around", un criptograma sobre Jackson C. Frank, uno de sus muchos retratos en forma de canción.
Sandy, con una fotografía de portada de David Bailey siguió en 1972 y fue el primero de sus álbumes producidos por Trevor Lucas. Además de presentar ocho nuevas composiciones originales, el álbum también marcó su última grabación de una canción tradicional, "The Quiet Joys of Brotherhood" (con letra de Richard Fariña), con el ambicioso arreglo vocal multidireccional de Denny inspirado por el Ensemble of the Bulgarian Republic.
Los lectores de Melody Maker la votaron dos veces como "Mejor cantante británica" en 1970 y 1971. Junto con contemporáneos como Richard Thompson y Ashley Hutchings, participó en un proyecto único llamado Bunch para grabar una colección de estándares de la era del rock, lanzado bajo el título de Rock On. Durante este período, Denny también apareció en un breve cameo en la versión de Lou Reizner de la ópera rock de los Who, Tommy, e hizo un dúo con Robert Plant en "La batalla de Evermore" del Led Zeppelin IV, de 1971, convirtiéndose en el único invitado vocalista en aparecer en un álbum de Led Zeppelin.
En 1973, se casó con su novio y productor Trevor Lucas y grabó un tercer álbum en solitario, Like a Old Fashioned Waltz. Las canciones continuaron detallando muchas de sus preocupaciones personales: pérdida, soledad, miedo a la oscuridad, el paso del tiempo y las estaciones cambiantes. El álbum contenía una de sus composiciones más queridas, "Solo", y ofreció una imagen de la portada de Gered Mankowitz.
En 1974, regresó a Fairport Convention (de la que su marido era miembro) para una gira mundial (capturada en el álbum de 1974 Fairport Live Convention) y un álbum de estudio, Rising for the Moon en 1975. Aunque su desarrollo como un solista y compositora la había llevado más lejos de la dirección de las raíces folk que la banda había perseguido desde Liege & Lief, siete de las once canciones de Rising for the Moon fueron escritas o coescritas por ella.
Denny y Lucas salieron de Fairport Convention a finales de 1975 y se embarcaron en lo que iba a ser su último álbum Rendezvous. Lanzado en 1977, el álbum se vendió mal y Denny fue abandonada posteriormente por Island Records. Después de haberse mudado a la aldea de Byfield en Northamptonshire a mediados de los años setenta, Denny dio a luz a su único hijo, una niña llamada Georgia en julio de 1977.
Una gira por el Reino Unido para promover Rendezvous en el otoño de 1977 marcó sus últimas apariciones públicas. La noche de clausura en el Royalty Theatre de Londres, el 27 de noviembre de 1977, fue grabada para un álbum en vivo, Gold Dust, que debido a problemas técnicos en la grabación de la guitarra eléctrica, fue lanzado tardíamente en 1998 después de que la mayoría de las guitarras habían sido regrabadas por Jerry Donahue.

## Muerte
Durante su embarazo, Denny bebió y tomó cocaína. Linda Thompson le dijo a The Guardian que, poco después del nacimiento de Georgia, Denny "se estrelló con su coche y dejaba al bebé en el pub y todo tipo de cosas ". Thompson también tomó nota de que la niña era prematura, pero Denny parecía tener poco interés por su nuevo bebé.[cita requerida]
A finales de marzo de 1978, cuando estaba de vacaciones con sus padres en Cornualles, Denny cayó por una escalera y se golpeó la cabeza contra el suelo. A raíz del incidente, sufría de dolores de cabeza intensos y un médico le recetó el analgésico Distalgesic, un fármaco conocido por tener efectos secundarios fatales si se mezcla con alcohol.[cita requerida]
El 1 de abril, Denny realizó un concierto benéfico por última vez en Byfield días después de la caída. Preocupado por el comportamiento errático de su esposa y temiendo por la seguridad de su hija, Trevor Lucas huyó del Reino Unido para Australia, su país natal, con su hija varias semanas después del accidente, dejando a Sandy.[cita requerida]
El lunes 17 de abril, Denny cayó en un coma mientras estaba en casa de una amiga. Cuatro días después, murió en Wimbledon. Su muerte fue el resultado del fuerte traumatismo en la cabeza. El funeral tuvo lugar el 27 de abril de 1978 en el Putney Vale Cemetery. Después de que el vicario hubiera leído el salmo favorito de Denny - Salmo 23 (El Señor es mi Pastor) - un gaitero tocó " The Flowers of the Forest ", una canción tradicional en conmemoración de los caídos de Flodden Field. 
En la inscripción en su lápida se lee: "'The Lady Alexandra Elene MacLean Lucas (Sandy Denny) 06/01/47 - 21/04/78".

## Discografía

### Álbumes de estudio
- 1971 The North Star Grassman and the Ravens 31
- 1972 Sandy -
- 1974 Like an Old Fashioned Waltz -
- 1977 Rendezvous -

### Live álbumes
- 1998 Gold Dust -
- 2011 19 Rupert Street -

### Compilaciones
- 1970 It's Sandy Denny -
- 1985 Who Knows Where the Time Goes? -
- 1987 The Best of Sandy Denny -
- 1995 The Attic Tracks 1972-1984 -
- 1999 Listen Listen - An Introduction to Sandy Denny -
- 2000 No More Sad Refrains: The Anthology -
- 2002 The Best of Sandy -
- 2004 The Collection - A Boxful of Treasures -
- 2005 Where The Time Goes - Sandy '67 -
- 2007 Live at the BBC -
- 2008 The Best of the BBC Recordings - The Music Weaver: Sandy Denny Remembered -
- 2010 Sandy Denny -
- 2012 The Notes and the Words: A Collection of Demos and Rarities -
- 2016 I've Always Kept a Unicorn -

### Álbumes en Colaboración
- 1967 Alex Campbell and His Friends (con Alex Campbell) -
- Sandy and Johnny (con Johnny Silvo) -
- 2012 Don't Stop Singing (con Thea Gilmore)

### Con The Strawbs

#### Álbumes
- 1973 All Our Own Work (Grabado en 1967) -
- 1991 Sandy Denny and the Strawbs -
- 2010 All Our Own Work - The Complete Sessions Remastered -

### Con Fairport Convention

#### Álbumes
- 1969 What We Did on Our Holidays -

Unhalfbricking
Liege & Lief
- 1975 Rising for the Moon 52

#### Live álbumes
- 1974 Fairport Live Convention -
- 1987 Heyday -
- 2016 Ebbets Field 1974 -

### Con Fotheringay

#### Álbumes
- 1970 Fotheringay
- 2008 Fotheringay 2 -

### Con The Bunch

#### Álbumes
- 1972 Rock On -